# The Movies
The Movies – gra komputerowa stworzona przez firmę Lionhead Studios. Została wydana 8 listopada 2005 w Stanach Zjednoczonych, zaś w Europie 11 listopada. W Polsce premierę miała 13 stycznia 2006 roku. Została całkowicie spolszczona.

## Rozgrywka
W grze gracz wciela się w producenta filmowego, otwiera studio filmowe i nakręca filmy. Rozgrywka rozpoczyna się w latach 20 XX wieku. Gracz poznaje historię kina, kręcąc najpierw filmy nieme i czarno-białe, aż po kolorowe z różnymi efektami specjalnymi. Gracz może dodawać dialogi, napisy i muzykę, po czym gotowy projekt może umieścić na stronach internetowych i poddać go ocenie innych użytkowników. Za dobre oceny zdobywa wirtualne pieniądze, za które można zakupić dodatkowe sceny, plany filmowe, ubrania.
Tworzenie filmów w grze polega na dodawaniu kolejnych scen, ustawiania tła oraz przesuwania specjalnych suwaków, które służą do zmieniania różnych parametrów danej sceny.
Z gotowych scen w danych planach filmowych można wybrać aktorów. Wraz z dodatkiem także ustawiamy kamerę. Dalej, w postprodukcji gracz ucina sceny, dodaje napisy, efekty specjalne, muzykę, dźwięki, dubbing.
6 czerwca 2006 roku został wydany dodatek The Movies: Stunts & Effects.